# عمر نجم
عمر نجم قائد عسكري وسياسي مصري، شغل منصب رئيس جهاز المخابرات العامة.